# Homapoderus corallinus
Homapoderus corallinus es una especie de coleóptero de la familia Attelabidae.

## Distribución geográfica
Habita en Sudáfrica.